# Jeb Brovsky
John Eli „Jeb“ Brovsky (* 3. prosince 1988) je americký fotbalista hrající za tým Strømsgodset IF v norské lize Tippeligaen, kde je na hostování z nově vzniklého klubu New York City FC. Hraje na pozici obránce.

## Úspěchy

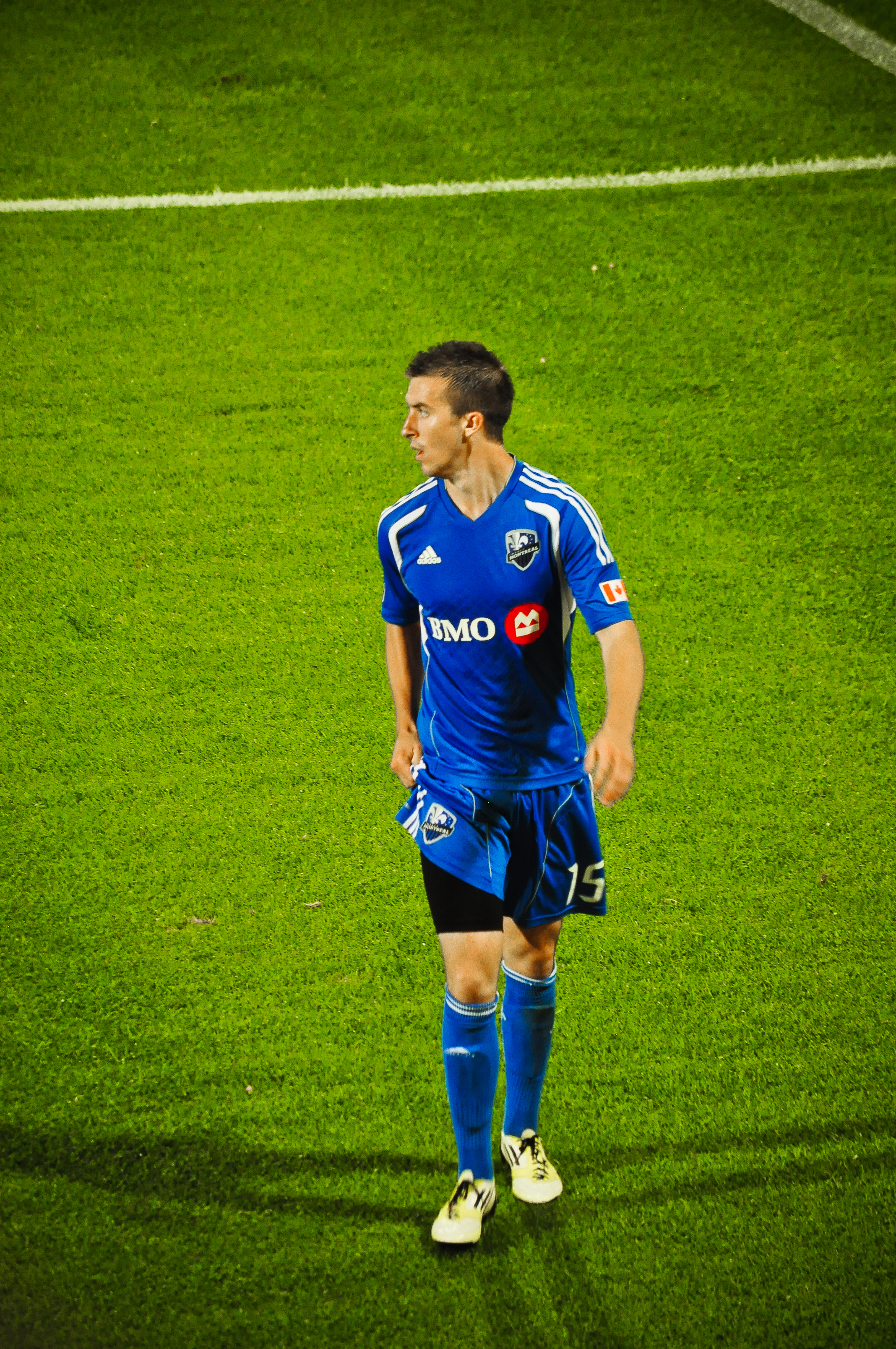
Jeb Brovsky

- Canadian Championship: 2013, 2014